# Sint-Antonius Abtkerk (De Mortel)
De Sint-Antonius Abtkerk is een kerkgebouw in De Mortel in de gemeente Gemert-Bakel in de Nederlandse provincie Noord-Brabant. De kerk staat aan de Sint Antoniusstraat 32. Op ongeveer 40 meter ten zuiden van de kerk staat er een Heilig Hartbeeld en ligt de begraafplaats.
De kerk is gewijd aan Antonius van Egypte.

## Geschiedenis
Rond 1636 werd er in De Mortel een nieuwe begraafplaats aangelegd om de vele doden als gevolg van de pest te kunnen begraven.
Ongeveer 50 jaar na de aanleg van de begraafplaats werd er een Sint-Antonius Abtkapel gebouwd.
In 1849 bouwde men een nieuwe kerk omdat de 17e-eeuwse kapel niet meer aan de behoeften voldeed. Deze nieuwe kerk werd opgetrokken in waterstaatstijl.
In 1904 werd er een nieuwe kerk in gebruik genomen even ten noorden van de oude, nadat de 19e-eeuwse kerk te klein geworden was en te veel gebreken vertoonde. De nieuwe kerk was naar het ontwerp van Caspar Franssen.
Op 9 oktober 2001 werd het kerkgebouw uit 1904 ingeschreven in het rijksmonumentenregister.

## Opbouw
Het georiënteerde neogotische bakstenen kerkgebouw op kruisvormig plattegrond bestaat uit een westtoren, een driebeukig schip met zes traveeën in basilicale opstand, een transept ter hoogte van het tweede schiptravee (gezien vanaf het koor) en een koor van een travee met vijfzijdige koorsluiting. De kerktoren heeft vier geledingen en een ingesnoerde torenspits. Het middenschip is voorzien van een zadeldak en vormt samen met de zadeldaken van de transeptarmen een kruisdak met op het kruis een dakruiter. De zijbeuken hebben lessenaarsdaken. De transepten zijn een travee lang en hebben een driezijdige transeptsluiting.